# Chad Prewitt
Chad Prewitt (* 6. April 1980 in Cody, Wyoming) ist ein ehemaliger US-amerikanischer Basketballspieler. Prewitt, der wegen seines roten Haupt- und Barthaares auch den Spitznamen „Big Red“ trägt, gewann 2004 die Meisterschaft der Continental Basketball Association mit den Dakota Wizards sowie 2008 den deutschen Pokal mit den Artland Dragons, mit denen er zudem 2007 die Finalspiele um die deutsche Meisterschaft und den Pokal erreichte. In der Saison 2012/13 gewann Prewitt Meisterschaft und Pokalwettbewerb in Georgien.

## Karriere

### Spieler
Prewitt begann 1998 nach seinem Abschluss an der Greenway High School in Phoenix (Arizona) sein Studium an der Arizona State University in Tempe (Arizona), wo er für die Hochschulmannschaft Sun Devils in der Pac-10 Conference der NCAA spielte. In der Zeit bis 2002 platzierten sich die Sun Devils nicht im Vorderfeld dieser Conference und zogen auch nicht in eine landesweite Endrunde der NCAA ein.
Prewitt begann seine Karriere als Profi im Ausland und spielte auf Zypern in der Division A für Omonia Nikosia. Während man im nationalen Pokalwettbewerb das Endspiel erreichte, platzierte man sich in der Meisterschaft nicht im Vorderfeld. Prewitt kehrte anschließend in sein Heimatland zurück und spielte in der CBA für die Dakota Wizards, die am Ende der Spielzeit 2004 die Meisterschaft gewannen. Nach einer weiteren Spielzeit bei den Wizards, die als Titelverteidiger in der Play-off-Halbfinalserie gegen den späteren Meisters Sioux Falls Skyforce ausschieden, wechselte Prewitt als CBA-All-Star erneut nach Europa.
Von 2005 an spielte Prewitt zwei Spielzeiten für die Artland Dragons aus Quakenbrück in der deutschen Basketball-Bundesliga. Nachdem man 2006 in der ersten Play-off-Runde ausgeschieden war, erreichte man in der Bundesliga-Spielzeit 2006/07 gerade so eben als Hauptrundenachter die Play-offs. Im Pokalfinale 2007 unterlag man knapp dem Vorjahresmeister RheinEnergie Köln. In den Meisterschafts-Play-offs schlug man überraschend glatt den Hauptrundenersten Alba Berlin und zog in die Finalserie ein, die jedoch gegen die vom damaligen Bundestrainer Dirk Bauermann betreuten Brose Baskets aus Bamberg verloren gingen. 
Die Saisonvorbereitung 2007/08 absolvierte Prewitt beim griechischen Erstliga-Aufsteiger A.G.O. Rethymnou, bevor er zu Beginn der Spielzeit für zwei Monate als Ersatzspieler für einen verletzten Kollegen vom deutschen Erstligisten aus Ludwigsburg verpflichtet wurde. Zum Jahreswechsel nahmen ihn dann erneut die Quakenbrücker unter Vertrag. Während man das Pokalfinale gegen seinen ehemaligen Verein aus Ludwigsburg gewann und den ersten nationalen Titel ins Artland holte, standen die Play-offs 2008 im Vergleich zum Vorjahr unter umgekehrte Vorzeichen. Als Hauptrundenzweiter schied man nun selbst überraschend in der ersten Runde gegen die Telekom Baskets Bonn aus. Nach dem Weggang von Trainer Chris Fleming scheiterte man in den folgenden beiden Spielzeiten unter dem neuen Trainer Thorsten Leibenath jeweils knapp am Einzug in die Play-offs um die Meisterschaft. 
Anfang Oktober 2010 wurde Prewitt vom FC Bayern München aus der ProA verpflichtet. Dieser hatte nach der Verpflichtung von Bundestrainer Bauermann schon vorher mehrere deutsche Nationalspieler und weitere gestandene Erstliga-Profis ausländischer Herkunft verpflichtet und errang als großer Favorit auch souverän die Meisterschaft in der ProA-Saison 2010/11 und den Aufstieg in die höchste Spielklasse. In der folgenden Spielzeit wurde Prewitt von den Gießen 46ers unter Vertrag genommen. In der Saison 2012/13 spielte Prewitt beim Verein MIA-Akademie in Tiflis und gewann mit seiner Mannschaft den Pokalwettbewerb sowie die georgische Meisterschaft. Prewitt wechselte danach nach Griechenland, wo er bis Ende Dezember 2013 für Kolossos Rhodos spielte.
Zur Saison 2015/16 wechselt er wieder nach Quakenbrück zum TSV Quakenbrück in die Bezirksoberliga.

### Trainer
Ab 2016 war Prewitt Jugend- und Herrentrainer beim Osnabrücker SC. Im Sommer 2018 übernahm Prewitt das Traineramt Osnabrücker Turnerbund (2. Regionalliga). Er führte die Mannschaft im Mai 2019 zum Gewinn des Niedersachsenpokals. In der Sommerpause 2019 wechselte er als Co-Trainer zum UBC Münster in die 2. Bundesliga ProB (ab 2022 in der 2. Bundesliga ProA). Zudem übernahm er in Münster auch Aufgaben im Jugendbereich. Im August 2020 erlangte Prewitt den deutschen A-Trainerschein.
Im Sommer 2025 trat er eine Stelle als Assistenztrainer beim Zweitligisten Artland Dragons an.

## Familie
Sein jüngerer Bruder Tyler (* 1982) starb im September 2004 an den Folgen von Verletzungen im Militäreinsatz im Irak in einem US-Militärkrankenhaus in Landstuhl.